# هیگاشی-کو، فوکوئوکا
هیگاشی-کو، فوکوئوکا (به لاتین: Higashi-ku, Fukuoka) یک منطقهٔ مسکونی در ژاپن است که در فوکوئوکا واقع شده‌است. هیگاشی-کو ۶۸٫۳۶ کیلومترمربع مساحت و ۲۹۶٬۵۷۶ نفر جمعیت دارد.